# Улица Мордовцева (Владикавказ)
Улица Мордовцева — улица во Владикавказе (Северная Осетия, Россия). Находится в Иристонском районе.
Улица начинается от улицы Гаппо Баева в районе площади Свободы и тянется на восток до военного госпиталя. От улицы Мордовцева на юг начинаются улицы Цаголова и Димитрова, а на север — улица Ленина.
Улица названа в честь участника революционного движения на Северном Кавказе Михаила Самуиловича Мордовцева.
Улица образовалась в середине XIX века и впервые была отмечена на карте «Кавказского края», которая издавалась в 60 — 70-е годы XIX века в Санкт-Петербурге и называлась как улица Нестеровская. Была названа в честь русского генерала Петра Нестерова, коменданта Владикавказской крепости. Упоминается под этим же названием в Перечне улиц, площадей и переулков от 1911 и 1925 годов.
8 апреля 1926 года улица Нестеровская была переименована в улицу Мордовцева (решение Президиума городского совета № 25, протокол № 30/13).
Значимые объекты
- От начала улицы до пересечения с улицей Димитрова по нечётной и южной стороне находится здание Дома правительства Северной Осетии
- На перекрёстке с улицей Димитрова на чётной стороне улицы находится здание профсоюзов.
- От пересечения с улицей Димитрова до конца улицы на чётной стороне располагается здание Федеральной службы безопасности по Северной Осетии
- На пересечении с улицей Димитрова на нечётной стороне располагается Пушкинский сквер
- На углу с улицей Гаппо Баева по чётной стороне находится здание Министерства по делам молодёжи, физической культуры и спорта Северной Осетии